# Mary Freehill

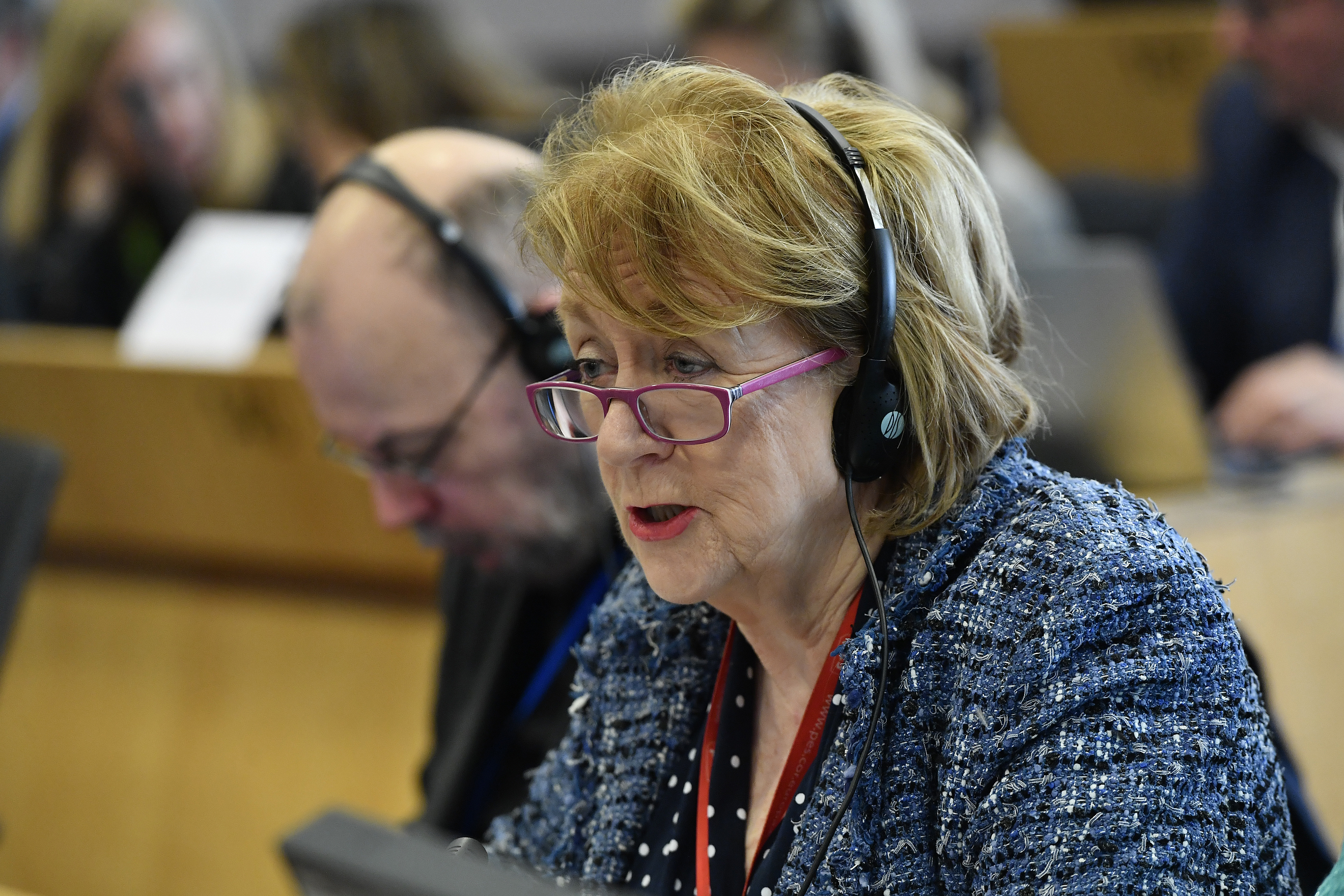
Mary Freehill, 2019

Mary Freehill (* 22. Juli 1946 in Ballyconnell, County Cavan) ist eine irische Politikerin. Von 1977 bis 1985 sowie erneut seit 1991 gehört sie dem Stadtrat von Dublin (Dublin City Council) an.
Freehill trat 1969 der Irish Labour Party bei. Im Jahr 1977 rückte sich in den Stadtrat von Dublin nach. Zwei Jahre später, 1979, wurde sie im Amt bestätigt. Nachdem sie 1985 aus dem Stadtrat ausgeschieden war, wurde sie 1991 erneut in selbigen gewählt. Ihre Wiederwahl erfolgte in den Jahren 1999, 2004 und zuletzt 2009. Von 1999 bis 2000 bekleidete Freehill das Amt des Oberbürgermeisters von Dublin (Lord Mayor of Dublin).